# 密云千户所
密云千户所，明朝时设置的卫所。
洪武十一年（1378年）置，治所在今北京市密云县东北古北口。其地雄踞山巅，至为险峻。洪武三十年（1397年）升为密云后卫。